# Meme (letra)
Meme, mem, mim, meen, (מ), é a décima-terceira letra de vários abjads semíticos, como o mīm (م) arábico, o mem () aramaico, o mem () fenício, o mēm (מ) hebraico e o mīm (ܡܡ) siríaco. Vale como [m].
Mem é uma letra fenícia que deu origem ao cirílico em (М), ao etrusco , ao grego mi (Μ) e ao latino M. É importante por ser a primeira letra do nome Moisés, uma das mais importantes pessoas para o povo judeu.

Imagem da letra Mem